# South Leigh and High Cogges

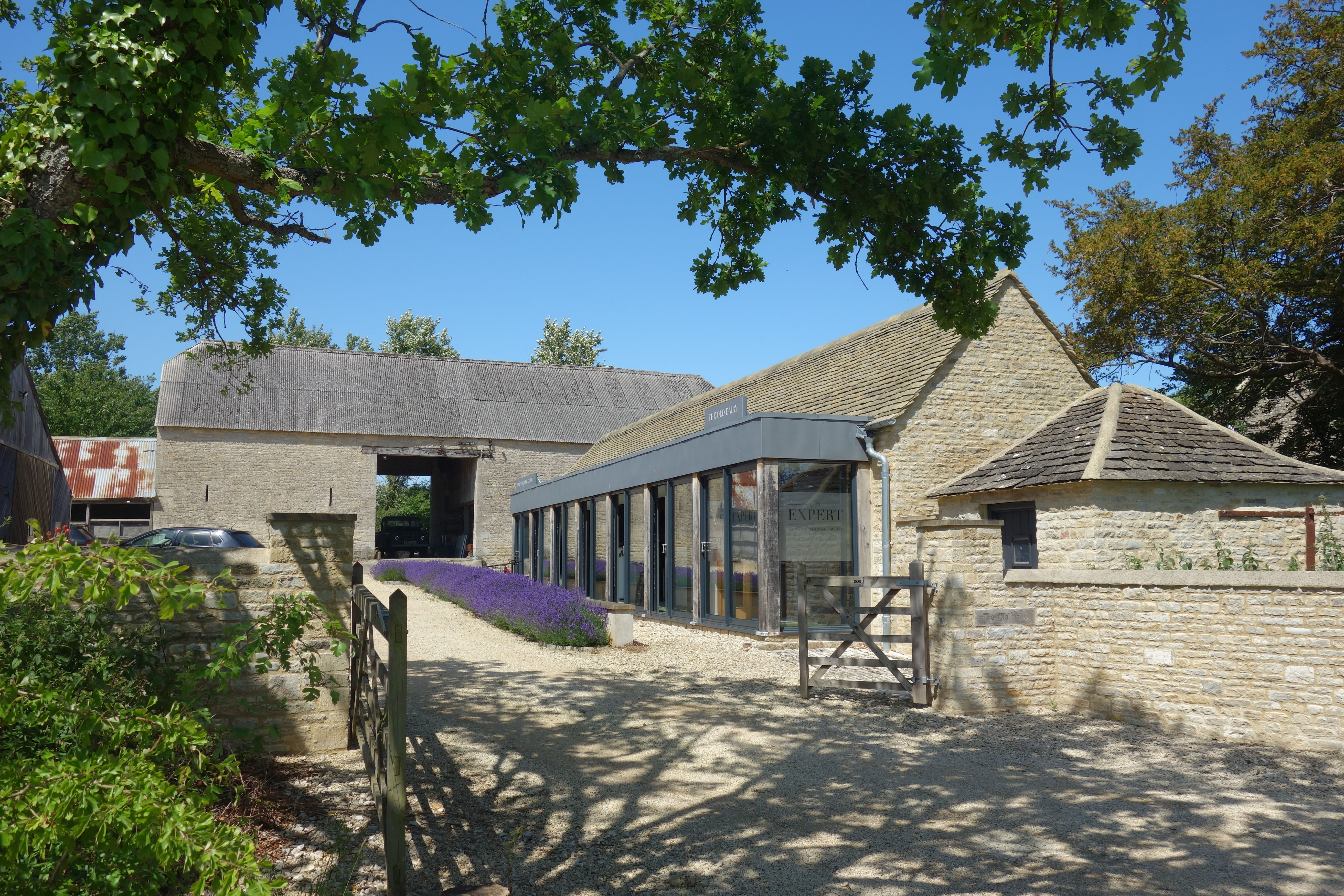
High Cogges

South Leigh and High Cogges (innan 2024 South Leigh) är en civil parish i distriktet West Oxfordshire, i Storbritannien. Den ligger i grevskapet Oxfordshire och riksdelen England, i den södra delen av landet, 100 km väster om huvudstaden London. Civil parishen utgörs av South Leigh och High Cogges. Civil parish hade 340 invånare år 2021.